# Maurus van Krakau
Maurus van Krakau of Maur (overleden op 5 maart 1118, Krakau) was tussen 1110 en 1118 de bisschop van Krakau. Hij zou net zoals Hieronymus van Wrocław van oorsprong uit de Kerkelijke Staat afkomstig zijn.
Zijn graf werd in 1938 tijdens archeologische opgravingen in de Sint-Leonarduscrypte aangetroffen. In deze tombe lagen een zilveren kelk en pateen, een kraal van beenderen en een loden tablet. Ook werd een gouden ring aangetroffen met daarop de woorden "MAURUS EPC" gegraveerd. Deze objecten zijn in het Johannes Paulus II Kathedraalmuseum te bezichtigen.